# La Coronada
La Coronada je španělská obec situovaná v provincii Badajoz (autonomní společenství Extremadura).

## Poloha

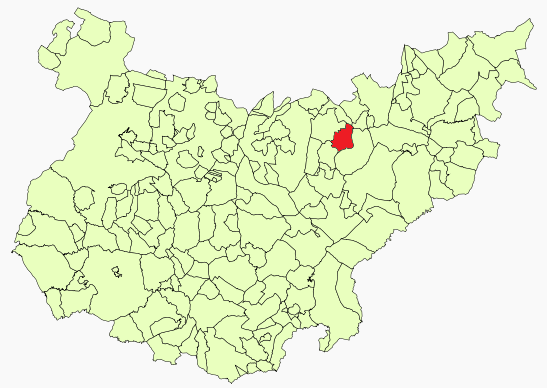
Poloha obce v provincii Badajoz

Obec se nachází 130 km od města Badajoz. Patří do okresu La Serena a soudního okresu Villanueva de la Serena. Nachází se zde barokní kostel zasvěcený Svatému Bartoloměji.

## Historie
Obec byla založena ve 14. století. V roce 1834 se obec stává součástí soudního okresu Villanueva de la Serena. V roce 1842 čítala 340 domácností a 1 407 obyvatel.

## Demografie
| Populace obce La Coronada z let (1842–2010) | Populace obce La Coronada z let (1842–2010) | Populace obce La Coronada z let (1842–2010) | Populace obce La Coronada z let (1842–2010) | Populace obce La Coronada z let (1842–2010) | Populace obce La Coronada z let (1842–2010) | Populace obce La Coronada z let (1842–2010) | Populace obce La Coronada z let (1842–2010) | Populace obce La Coronada z let (1842–2010) | Populace obce La Coronada z let (1842–2010) | Populace obce La Coronada z let (1842–2010) | Populace obce La Coronada z let (1842–2010) | Populace obce La Coronada z let (1842–2010) | Populace obce La Coronada z let (1842–2010) | Populace obce La Coronada z let (1842–2010) | Populace obce La Coronada z let (1842–2010) | Populace obce La Coronada z let (1842–2010) | Populace obce La Coronada z let (1842–2010) |
| ------------------------------------------- | ------------------------------------------- | ------------------------------------------- | ------------------------------------------- | ------------------------------------------- | ------------------------------------------- | ------------------------------------------- | ------------------------------------------- | ------------------------------------------- | ------------------------------------------- | ------------------------------------------- | ------------------------------------------- | ------------------------------------------- | ------------------------------------------- | ------------------------------------------- | ------------------------------------------- | ------------------------------------------- | ------------------------------------------- |
| 1842                                        | 1857                                        | 1860                                        | 1877                                        | 1887                                        | 1897                                        | 1900                                        | 1910                                        | 1920                                        | 1930                                        | 1940                                        | 1950                                        | 1960                                        | 1970                                        | 1981                                        | 1991                                        | 2001                                        | 2010                                        |
| 1 407                                       | 1 605                                       | 1 544                                       | 1 670                                       | 1 945                                       | 1 978                                       | 2 014                                       | 2 393                                       | 2 689                                       | 3 024                                       | 3 205                                       | 3 396                                       | 3 511                                       | 2 866                                       | 2 548                                       | 2 382                                       | 2 389                                       | 2 231                                       |